# Mera Shikar
Pour plus de détails, voir Fiche technique et Distribution.
Mera Shikar est un film d'action du cinéma indien, en hindi, de 1988, réalisé par Keshu Ramsay (en). Il met en vedette Dimple Kapadia,  Kabir Bedi et Danny Denzongpa. Les dialogues de ce film sont devenus un succès et des cassettes audio des dialogues ont été publiées. Ils sont écrits par Iqbal Durrani. Subhash K. Jha de The Indian Express a qualifié le film de « divertissement extraordinairement adroit », « l'un des films d'action les plus captivants », et a écrit : « avec une audacieuse défiance, le film fait boule de neige avec des idées qui remettent en cause son objectif commun (le divertissement élémentaire) ».

## Fiche technique
Sauf indication contraire, les informations mentionnées dans cette section peuvent être confirmées par la base de données cinématographiques IMDb,  présente dans la section « Liens externes ».
- Titre : Mera Shikar
- Réalisation : Keshu Ramsay (en)
- Scénario : Keshu Ramsay - B. Lachman
- Langue : Hindi
- Genre : Film d'action
- Durée : 141 minutes (2 h 21)
- Date de sortie en salles :
  - Inde : 9 septembre 1988